# Ram Jam World
Ram Jam World（ラム・ジャム・ワールド）は、日本の音楽ユニット。

## 略歴
1991年　プロデューサー朝本浩文とエンジニア渡辺省二郎のプロジェクトとしてBMGビクターからデビュー。
GRANADA（森若香織：作詞・Vo.）と會田茂一（G）を迎えて、1992年にアルバム『ハウ･ドゥ･ユー･ドゥ?』、1993年にアルバム『HAPPY SPACE』をリリース。
森若は、当時メンバーだったGO-BANG'Sがポニーキャニオン所属だったために覆面ボーカルとして参加。「HAPPY SPACE」はGO-BANG'SがBMGへ移籍後の発売だが、GRANADA名義のままである。この頃は、森若のキャラクターに依存した部分も多く、モーグサウンド的なミドルテンポの曲が中心となっている。
1997年 ワーナーミュージック・ジャパンへ移籍、LISA、ボーイ・ジョージらをセッションボーカリストに迎え、シングル「melody」、アルバム『rough and ready』を発売。以降、ジャングル、ドラムンベース的なリズムを取り入れた楽曲が中心になり、BMG時代とは一線を画す。以前と以後において音楽性における共通点は殆どない。
2001年 R and Cへ移籍。濱田杏子を正式にボーカルに迎えてシングル「響命～イノチノオト～」発売。

## メンバー
- 朝本浩文
- 濱田杏子（はまだ きょうこ）  - ボーカル

## ディスコグラフィ

### シングル
1. searchin' （1997年6月10日）
2. melody （1997年7月10日）
3. Salvia （1998年1月25日）
4. この日差し届く場所 （1998年4月15日）
5. 嘘つきな裸 （1999年8月25日）
6. 響命～イノチノオト～ （2002年3月20日）

### アルバム
1. ハウ・ドゥ・ユー・ドゥ? （1992年4月21日） - 1997年8月21日再発売。
2. HAPPY SPACE （1993年3月24日） - 1997年8月21日再発売。
3. rough and ready （1997年7月25日）
4. ram jam world （1999年10月14日）
5. Re.ram jam world （2000年3月8日） - リミックスアルバム
6. 夜想 （2002年3月20日）
7. UTA TO OTO （2003年7月23日）

### ミニ・アルバム
1. 世界 （1998年12月16日）
2. 夜想 （2002年3月20日）

### アナログ
1. 嘘つきな裸 / SKELTON
2. 響命～イノチノオト～ （2001年9月12日）
3. 夜想 （2002年4月26日）
4. POSITIVE VIBRATION featuring 三木道三 （2002年4月26日）

## タイアップ一覧
| 使用年 | 曲名                 | タイアップ                                            |
| ------ | -------------------- | ----------------------------------------------------- |
| 1997年 | searchin'            | 日本テレビ系 土曜グランド劇場『FiVE』イメージソング   |
| 1997年 | melody               | TBS系『ランク王国』6・7月度オープニングテーマ         |
| 1998年 | この日差し届く場所   | フジテレビ『Flyer TV』エンディングテーマ              |
| 1998年 | 世界                 | TBS系『ワンダフル』エンディングテーマ                 |
| 1999年 | Guitar Man           | 日本コカ・コーラ「コカ・コーラ3000」CMソング          |
| 2001年 | 響命～イノチノオト～ | 日本テレビ系『松本紳助』エンディングテーマ            |
| 2003年 | 優しい風             | 読売テレビ・日本テレビ系『HAMASHO』エンディングテーマ |